# Aeroporto di Syktyvkar
L'aeroporto di Syktyvkar è un aeroporto internazionale situato a 3 km a sud-est di Syktyvkar, nella Repubblica dei Komi, nella Russia europea.

## Storia
Nel periodo gennaio - luglio 2010 il traffico internazionale dell'aeroporto di Syktyvkar ha raggiunto 13 000 passeggeri rispetto a 12,5 000 passeggeri nel periodo del interno 2009. La crescita è stata dovuta all'aumento di frequenze dei voli charter per Antalia e Hurghada dove sono stati effettuati nei primi sette mesi dell'anno 193 voli rispetto a 206 voli dell'anno precedente.

## Strategia
L'aeroporto di Syktyvkar serve da base tecnica e hub secondario dalla compagnia aerea russa UTair.

## Dati tecnici
L'aeroporto di Syktyvkar dispone di una pista attiva asfaltata di classe C di 2500 m x 50 m.
L'aeroporto di Syktyvkar è attrezzato per l'atterraggio/decollo dei seguenti modelli di velivoli: Airbus A310, Antonov An-2, Antonov An-24, Antonov An-26, Antonov An-72, Antonov An-74, ATR 42, Boeing 737-500, Ilyushin Il-18, Ilyushin Il-76, Tupolev Tu-134, Tupolev Tu-154, Tupolev Tu-204, Yakovlev Yak-40, Yakovlev Yak-42 e di tutti i tipi di elicottero.
L'aeroporto dispone di 10 parcheggi per aerei a medio raggio e 9 parcheggi per gli aerei a piccolo raggio.

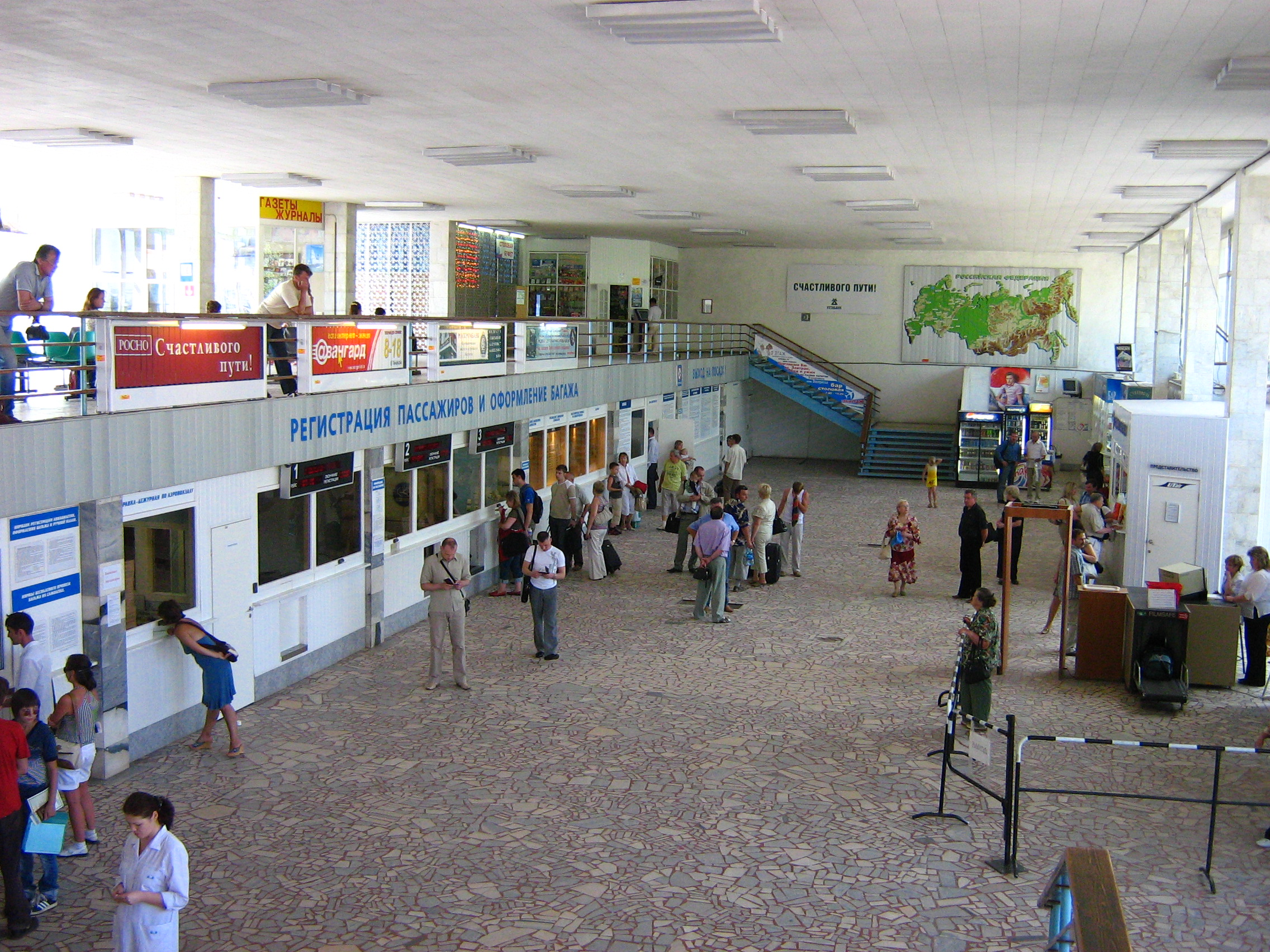
La zona check-in del Terminal Passeggeri ldell'aeroporto di Syktyvkar

L'aeroporto è aperto 24 ore su 24.

## Collegamenti con Syktyvkar
L'aeroporto di Syktyvkar è facilmente raggiungibile dal centro di città con le linee no.5 e no.5D del trasporto pubblico locale.